# Az Armory Show-n kiállító művészek listája

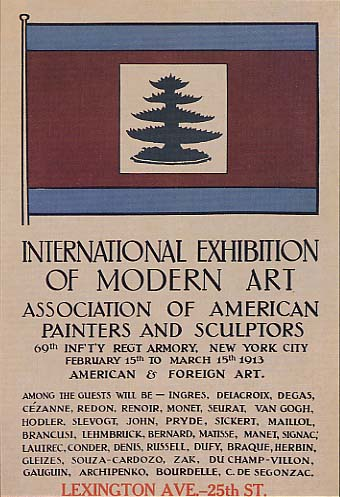
Az Armory Show plakátja

Az Armory Show (hivatalos nevén International Exhibition of Modern Art) egy 1913. február 17. és március 13. között, New Yorkban rendezett képzőművészeti kiállítás. A tárlat az amerikai és az európai művészeti törekvések bemutatója volt, amelynek fontos szerepe volt az amerikai képzőművészet fejlődésében és a közönség ízlésének változásában. A kiállítás Walter Pach festő-kritikus, Arthur B. Davies festő és Walt Kuhn festő szervezésében valósult meg: 1250 festményt, szobrot és más alkotást, összesen több mint 300 művész munkáját állították ki. A tárlaton jelen volt a klasszicizmus, az impresszionizmus, a fauvizmus, a kubizmus, az expresszionizmus és az absztrakt művészet is.

## A kiállító művészek listája
Az Armory Show-n kiállító művészek listája 302 nevet tartalmaz:
| - Robert Ingersoll Aitken - Alexander Archipenko - George Grey Barnard - Chester Beach - Gifford Beal - Maurice Becker - George Bellows - Joseph Bernard - Guy Pene du Bois - Oscar Bluemner - Pierre Bonnard - Gutzon Borglum - Antoine Bourdelle - Constantin Brâncuși - Georges Braque - Patrick Henry Bruce - Paul Burlin - Theodore Earl Butler - Charles Camoin - Arthur Carles - Mary Cassatt - Oscar Cesare - Paul Cezanne - Pierre Puvis de Chavannes - Camille Corot - Gustave Courbet - Henri-Edmond Cross - Leon Dabo - Andrew Dasburg - Honoré Daumier - Jo Davidson - Arthur B. Davies - Stuart Davis - Edgar Degas - Eugène Delacroix - Robert Delaunay - Maurice Denis - André Derain - Marcel Duchamp - Raoul Dufy - Jacob Epstein - Roger de La Fresnaye - Othon Friesz - Paul Gauguin - William Glackens - Albert Gleizes - Vincent van Gogh - Francisco Goya - Marsden Hartley - Childe Hassam - Robert Henri - Edward Hopper - Ferdinand Hodler - Jean Auguste Dominique Ingres - James Dickson Innes - Augustus John - Vaszilij Kandinszkij - Ernst Ludwig Kirchner - Leon Kroll - Walt Kuhn - Gaston Lachaise - Marie Laurencin - Ernest Lawson - Henri de Toulouse-Lautrec - Fernand Léger - Jonas Lie - George Luks - Aristide Maillol - Édouard Manet - Henri Manguin - John Marin - Albert Marquet - Henri Matisse - Alfred Henry Maurer - Kenneth Hayes Miller - Claude Monet | - Adolphe Monticelli - Edward Munch - Elie Nadelman - Walter Pach - Jules Pascin - Francis Picabia - Pablo Picasso - Camille Pissarro - Maurice Prendergast - Odilon Redon - Pierre-Auguste Renoir - Boardman Robinson - Theodore Robinson - Auguste Rodin - Georges Rouault - Henri Rousseau - Morgan Russell - Albert Pinkham Ryder - André Dunoyer de Segonzac - Georges Seurat - Charles Sheeler - Walter Sickert - Paul Signac - Alfred Sisley - John Sloan - Amadeo de Souza-Cardoso - Joseph Stella - John Henry Twachtman - Félix Vallotton - Raymond Duchamp- Villon - Jacques Villon - Maurice de Vlaminck - Édouard Vuillard - Abraham Walkowitz - J. Alden Weir - James McNeill Whistler Abbott - Jack B. Yeats - Marguerite Zorach - William Zorach - Albert Abendschein - John H. Alger - Karl Anderson - Edmund Marion Ashe - Florence Howell Barkley - Von Bechtejeff - Marion H. Beckett - Nelson N. Bickford - Olaf Bjorkman - Alexander Blanchet - Hans Bolz - Homer Boss - Bessie Marsh Brewer - D. Putnam Brinley - Bolton Brown - Fannie Miller Brown - Edith Woodman Burroughs - Auguste Elisée Chabaud - O.N. Chaffee - Robert Winthrop Chanler - Émilie Charmy - Amos Chew - Alfred Vance Churchill - Gustave Cimiotti, Jr. - Edwin L. Clymer - Harry W. Coate - Nessa Cohen - Glenn O. Coleman - Howard Coluzzi - Charles Conder - Kate Cory - Arthur Crisp - Herbert Crowley - J. Frank Currier - Carl Gordon Cutler - Randall Davey - Charles Harold Davis | - Edith Dimock - Rudolph Dirks - Nathaniel Dolinsky - G. Ruger Donoho - Henri Lucien Doucet - Katherine S. Dreier - Aileen King Dresser - Lawrence Tyler Dresser - Florence Dreyfous - Guy Pene Du Bois - Richard H. Duffy - Georges Léon Dufrénoy - Abastenia St. Leger Eberle - Henry B. Eddy - Amos W . Engle - Florence Esté - Lily Everett - Jules Flandrin - Mary Foote - James Earle Fraser - Kenneth Frazier - Ernest Arthur Freund - Sherry E. Fry - Ernest Fuhr - Samuel Wood Gaylor - Phelan Gibb - Wilhelm Gimmi - Pierre Girieud - Henry I. Glintenkamp - Anne Goldthwaite - Charles Guérin - Bernard Gussow - Bernhard Gutmann - Philip L. Hale - Samuel Halpert - Charles R. Harley - Edith Haworth - Walter Helbig - Julius Hess - Eugene Higgins - Margaret Hoard - Nathaniel Hone - Charles Hopkinson - Cecil De B. Howard - Albert Humphreys - Thomas Hunt - Margaret Wendell Huntington - F.M. Jansen - Gwen John - Grace Mott Johnson - Paul Julius Junghanns - Bernard Karfiol - Henry G. Keller - Edith L. King - Alfred Kirstein - Adolph Kleiminger - Hermine Klinery - Edward Adam Kramer - Pierre Laprade - Arthur Lee - Derwent Lee - Wilhelm Lehmbruck - Rudolph Levy - Amy Londoner - A.F. Lundberg - Dodge MacKnight - Elmer Livingston MacRae - Gus Mager - Edward Middleton Manigault - Manuel Martinez Hugué - Matthew Maris - Jacqueline Marval - Carolyn Mase - Max Mayrshofer - Francis McCowas - Kathleen McEnery | - Howard McLean - Charlotte Meltzer - Oscar Miestchanioff - David Brown Milne - John Frederick Mowbray-Clarke - Henri Muhrmann - Hermann Dudley Murphy - Myra Musselmann-Carr - Ethel Myers - Jerome Myers - Frank Arthur Nankivell - Helen J. Niles - Olga Oppenheim - Marjorie Organ - Josephine Paddock - Agnes Lawrence Pelton - Charles H. Pepper - Van Dearing Perrine - H.S. Phillips - Pietro - Walter K. Pleuthner - Louise Pope - Louis Potter - T.E. Powers - James Preston - May Wilson Preston - James Pryde - Arthur Putnam - Bertrand Rasmussen - H. Reuterdahl - Katharine Rhoades - William Rimmer - Mary Rogers - Paul Rohland - Jules E. Roine - Edward F. Rook - Der-Xavier Roussel - Charles Cary Rumsey - George W. Russell - Victor D. Salvatore - Morton L. Schamberg - William E. Schumacher - Charles Serret - Julius Seyler - Charles Shannon - Sidney Dale Shaw - Max Slevogt - Carl Sprinchorn - Wilson Steer - Frances Simpson Stevens - Morgan Stinemetz - Nicolai A. Tarchov - Henry Fitch Taylor - William L. Taylor - Felix E. Tobeen - Gaston Toussaint - Allen Tucker - Alden Twachtman - Bessie Potter Vonnoh - F. M. Walts - Hilda Ward - Alexander L. Warshawsky - F. William Weber - E. Ambrose Webster - F.A. Weinzheimer - Albert Weisgerber - Julius Wentscher, Jr. - Charles Henry White - Claggett Wilson - Denys Wortman Jr. - Enid Yandell - Arthur Young - Mahonri Young - Eugene Zak |